# ریناتا لیتوینووا
ریناتا موراتوونا لیتوینووا (روسی: Рената Муратовна Литвинова؛ زادهٔ ۱۲ ژانویهٔ ۱۹۶۷) کارگردان فیلم، فیلم‌نامه‌نویس، بازیگر و مجری اهل روسیه است.
از فیلم‌ها یا برنامه‌های تلویزیونی که وی در آن نقش داشته‌است، می‌توان به دربارهٔ عشق اشاره کرد.